# Slikarstvo u 1959.
◄◄ | ◄ | 1956. | 1957. | 1958. | 1959.  | 1960. | 1961. | 1962. | ► | ►►
Arhitektura • Astronautika • Astronomija • Biologija • Film • Fotografija • Glazba • Kazalište • Kemija • Kiparstvo • Knjige • Književnost • Kršćanstvo • Meteorologija • Medicina • Planinarstvo • Politika • Pravo • Promet • Slikarstvo • Strip • Šport • Televizija • Znanost • Zrakoplovstvo • Željeznički promet
Slikarstvo u 1959.

## Hrvatska i u Hrvata

### Rođenja
- 1. siječnja: Željko Mucko, hrvatski slikar[1]

## Vanjske poveznice
|  | Zajednički poslužitelj ima još gradiva o temi Slike iz 1959. |